# زوزو محمد
زوزو محمد (25 فبراير 1924 - 26 فبراير 1960)، ممثلة وراقصة شرقية مصرية.

## حياتها
ولدت بالقاهرة في 25 فبراير 1924 ومنذ صغرها نمت موهبتها بنفسها. أرادت أن تصبح راقصة، فحاولت المشاركة في عدة فرق وأماكن رقص، وذلك إعالة عائلتها الفقيرة، سعت والدتها لمساعدتها لتصبح راقصة، وذلك خلال سفر والدها إلى الخارج، إلي أن عند عودته إلى البلد، لم يتقبل الأب أن تتعلم إبنته الرقص وأن تساعدها والدتها بهذا، ومنعها من تحقيق هذا، فغضب وإعتبرت والدة زوزو أنه سيعيق طريق إبنتها في النجاح، فقررت أن تستأجر قاتل ليقوم بقتله والتخلص منه، وخططت مع إبنتها بطريقة مدروسة للغاية.
بعد تخلصها من والدها، إستهلت زوزو رحلتها لتكون راقصة، وإكتشفت موهبتها الراقصة وصاحبة الكازينو بديعة مصابني، ونجحت بضمها للصالة. ونافست زوزو أشهر راقصات حقبة أربعينات القرن الماضي، مثل: تحية كاريوكا والراقصة وزينات علوي ونبوية مصطفى، وانتقلت زوزو محمد بعد ذلك إلى كازينو الراقصة ببا عز الدين، لنتنقل بعد ذلك إلى عالم التمثيل، وتقدم أولى تجاربها الفنية.

### زوجها ومقتلها
تزوجت زوزو محمد من مساعد مخرج يدعى محمد الجداوي عام ،1954 بعد قصة حب جميلة عاشها الأثنين، كان محمد الجداوي شديد الغيرة على زوزو، ووصل الأمر به إلى أن يذهب كل يوم إلى مكان التصوير لمراقبتها ومراقبة خطواتها، حتى أنه ينزعج إذا رآها مع شخص آخر، ولم تستطع تحمل غيرته الشديدة فقررت الأنفصال عنه. رفض محمد الجداوي الأ أن زوزو أجبرته على الطالق وإضطر لإلقدام عليه عام ،1958 ولكنه ظل يطاردها ويهددها بالقتل، كما حاول أن يشوه وجهها بماء النار، لتبتعد عن طليقه وجاءتها فرصة عمل في الأردن، بعد فتره وقررت السفر، حتى عاشت زوزو في لمدة عام تقريب أصبحت شهرتها عربية. وخلال تواجدها في إحدى صالات الرقص عام ،1960 قرر طليقها محمد الجداوي أن يتخلص منها وأطلق النار عليها، وإستطاع الزوج الهروب من الشرطة إلى مصر، وعندما علمت والدتها بمقتل ابنتها وهروب القاتل، حاولت أن تهرب منه قبل أن يلحق بها لكنها لم تستطع وقتلها وتواصل مع قاتل مأجور ليقتلها وبالفعل قتلت الأم.وتمكنت الشرطة بعد ذلك من الوصول للجداوي، وكان هناك تبادل اطلق نار وتمكنت الشرطة من قتله وإلقاء القبض على القاتل المأجور وبعد التحقيق اعترف أن والدتها استأجرته لتقتل زوجها وبعد أن قتله تهربت منه ولم يدفعوا له الباقي من أمواله وعندما لجأ له الزوج محمد الجداوي قرر أن ينتقم منهم.

## وفاتها
تزوجت من مساعد المخرجين «محمد الجداوي» عام 1954 ولكنهما انفصلا عام 1958 دون أبناء، وقام طليقها بقتلها وهي مستقرة في الأردن هروبًا منه في عام 1960 في 15 رصاصة أطلقها عليها أدت لوفاتها.